# إروين كييس
اروين كييس (بالإنجليزية: Irwin Keyes) (مواليد 16 مارس 1952 في نيويورك - 8 يوليو 2015 في لوس أنجلوس)، هو ممثل أمريكي بدأ مسيرته الفنية عام 1978.

## الوفاة
توفي النجم اروين كييس في يوم الأربعاء 8 يوليو 2015 في منزله في بلايا ديل راي-كاليفورنيا، عن عمر يناهز 63 عاماً. وأفادت التقارير أن الوفاة جاءت نتيجة مرض ضخامة الأطراف الذي يُسببه اضطراب الغدة النخامية.

## وصلات خارجية
- إروين كييس على موقع IMDb (الإنجليزية)
- إروين كييس على موقع قاعدة بيانات الفيلم (الإنجليزية)